# Going!
Singles de KAT-TUN
Love Yourself ~Kimi ga kirai na kimi ga suki~
(2010) Change Ur World
(2010)
Going! est le 12esingle du groupe KAT-TUN sorti sous le label J-One Records le 12 mai 2010 au Japon. Il atteint la 1re place du classement de l'Oricon. Il se vend à 230 452 exemplaires la première semaine et reste classé 14 semaines, pour un total de 282 901 exemplaires vendus. Il sort en format CD, CD+DVD Type A et CD Type B. Ce single a été fait sans Akanishi Jin, il sera encore là sur leur album NO MORE PAIИ avant son départ définitif.
Going! a été utilisé comme thème musical pour l'émission Going! Sports & News dans laquelle Kamenashi Kazuya a été le commentateur provisoire durant la saison de Baseball. Going! est présente sur l'album NO MORE PAIИ.

## Liste des titres
| 1. | Going!                       | Eco    | Shusui, Sakoshin | 4:06 |
| 2. | FALL DOWN                    | Sean-D | Steven Lee       | 3:42 |
| 3. | Going! (Original Karaoke)    | Eco    | Shusui, Sakoshin | 4:01 |
| 4. | FALL DOWN (Original Karaoke) | Sean-D | Steven Lee       | 3:40 |

| 1. | Going! | Eco                 | Shusui, Sakoshin | 4:06 |
| 2. | Smile  | Takehiko Iida, SPIN | Takehiko Iida    | 3:56 |

| 1. | Going!    |  |
| 2. | Making of |  |

| 1. | Going!                       | Eco                    | Shusui, Sakoshin                       | 4:06 |
| 2. | I DON'T MISS U (Tanaka Koki) | Joker, Axel-G          | Alfred Tuohey, Thanh Bui, Wayne Milton | 3:34 |
| 3. | Answer (Nakamaru Yuichi)     | Nakamaru Yuichi, t-oga | Yoshinao Mikami                        | 4:32 |